# Ecaterina Teodoroiu
Ecaterina Teodoroiu, née Cătălina Toderoiu le 15 janvier 1894 et morte le 3 septembre 1917, est une militaire roumaine durant la Première Guerre mondiale, tuée au combat et considérée comme une héroïne en Roumanie.

## Enfance
Elle est née dans le village de Vădeni (aujourd'hui partie de Târgu Jiu), dans la région historique de l'Olténie, dans la famille d'Elena et Vasile Toderoiu, deux agriculteurs parents de cinq garçons (Nicolae, Eftimie, Andrei, Ion, Vasile) et de trois filles (Cătălina, Elisabeta et Sabina). Après avoir étudié pendant 4 ans à Vădeni puis à Târgu Jiu (dans une école élémentaire germano-roumaine), obtenu un diplôme de l'École de filles de Bucarest et changé son prénom en Ecaterina, elle devient enseignante en 1916, année de l'entrée en guerre de la Roumanie.

## Carrière militaire
Membre des Scouts, elle travaille d'abord, comme la plupart des femmes militaires, comme infirmière. Profondément touchée par le patriotisme des blessés et par la mort de son frère Nicolae, sergent dans l'armée roumaine, elle décide par la suite de devenir soldat en première ligne, où elle prouve sa valeur comme soldat et devient un symbole.
Étant infirmière, elle rejoint les réservistes civils et militaires le 14 octobre 1916 pour repousser l'attaque d'une compagnie bavaroise de la 9e armée allemande sur un pont au-dessus du Jiu, près de Târgu-Jiu. Impressionnée par sa bravoure, la famille royale roumaine invite Ecaterina Teodoroiu à Bucarest le 23 octobre.
Le 30 octobre, elle repart pour le front voir son frère Nicolae, sergent du 18e régiment d'Infanterie (Gorj), qui est tué peu de temps après, le 1er novembre, par un obus lors de combats près de Porceni. Elle insiste auprès du colonel Obogeanu pour remplacer son frère en première ligne : Obogeanu finit, à contrecœur, par l'autoriser à rejoindre le 18e régiment d'infanterie en tant que bénévole. Elle prouve ses compétences militaires en utilisant une ruse afin d'éviter que sa compagnie, en voie d'être encerclée par l'ennemi, ne soit entièrement capturée.
Néanmoins, Teodoroiu est ensuite faite prisonnière au cours de combats sur les hauteurs de Rășina-Peșteana-Tunși, la nuit du 3 au 4 novembre 1916, mais réussit à s'échapper avec des blessures légères en tuant, avec un revolver dissimulé, le soldat allemand de garde. Le 6 novembre, Teodoroiu est impliquée dans les combats près de Bărbătești et Țânțăreni. Plus tard, lors de combats près de Filiași, elle est blessée aux deux jambes par un obus, évacuée à Craiova, puis à Bucarest et, plus tard, hospitalisée à l'Hôpital militaire « Roi Ferdinand » de Iași.
Le 23 janvier 1917, elle sort de l'hôpital et, après avoir rencontré le sous-lieutenant Gheorghe Mănoiu (le frère d'un ancien camarade d'école) à l'hôpital, elle demande à être affectée au 43e/59e régiment d'Infanterie comme infirmière volontaire.
Pour sa bravoure, elle reçoit la médaille de la Vertu Scoute et la médaille de la Vertu Militaire de 2e classe, le 10 mars 1917. Le 17 mars 1917, elle reçoit aussi la médaille de la Vertu Militaire de 1re classe et est fait sous-lieutenante honoraire (Sublocotenent) par le Roi Ferdinand, qui lui confie le commandement d'un peloton de 25 hommes de la 7e compagnie (43e/59e régiment d'Infanterie, 11e division), commandé par le sous-lieutenant Gheorghe Mănoiu.
Parti le 25 avril, le régiment est cantonné à Codăești, dans le Județ de Vaslui. Le 4 août, le 43e/59e régiment, partie de la réserve de la 1re armée dirigée par le général Eremia Grigorescu, se prépare à rejoindre l'offensive suivante. Le 5 août, le régiment quitte Vaslui pour Tecuci, traverse le Siret et campe dans la forêt de Malta Seacă, près de la ligne de front.
Le 17 août, le commandant de la 11e division, le général Ernest Broșteanu, la prie de rester à l'hôpital mobile à l'arrière du front, mais le sous-lieutenant Teodoroiu refuse fermement, lui demandant de rejoindre son peloton dans la bataille suivante. Le 20 août, le 43e/59e régiment creuse dans la colline de Secului, dans la zone de Muncelu-Varnița.
Le 3 septembre 1917, les lignes roumaines sont attaquées par les forces du 40e régiment de réservistes de la 115e division d'infanterie allemande. Tout en menant son peloton dans une contre-attaque, elle est gravement blessée par des tirs de mitrailleuse. Selon l'ordonnance générale no 1, publiée le lendemain par le colonel Constantin Pomponiu, commandant du 43e/59e régiment, ses dernières paroles avant de mourir sont : « En avant, n'abandonnez pas, je suis pour toujours avec vous ! ». Henri Berthelot, chef de la mission française en Roumanie, la qualifie de « Jeanne d'Arc roumaine ».
Elle est d'abord enterrée près du front à Fitionești, puis ses restes sont inhumés une nouvelle fois en juin 1921, dans une crypte située dans le centre-ville de Târgu Jiu. Son tombeau est surmonté par un monument érigé en 1936 par Milița Petrașcu. La croix qui l'ornait, enlevée sous le régime communiste de Roumanie, est restaurée en 2018.

## Hommages
- Diverses rues, places, écoles portent son nom.
- Un opéra racontant son histoire, ayant pour titre Ecaterina Teodoroiu et composé par Emil Lerescu, est joué pour la première à Iași en décembre 2018 en commémoration des 100 ans de la fin de la Première Guerre mondiale[8]. Une seule représentation eut lieu, en 1977 à Bucarest[8].
- Un billet de banque d'usage courant de 20 lei (4 euros) a été émis le 1er décembre 2021 par la Banque nationale de Roumanie à son effigie, unique femme de la série[9].

## Galerie

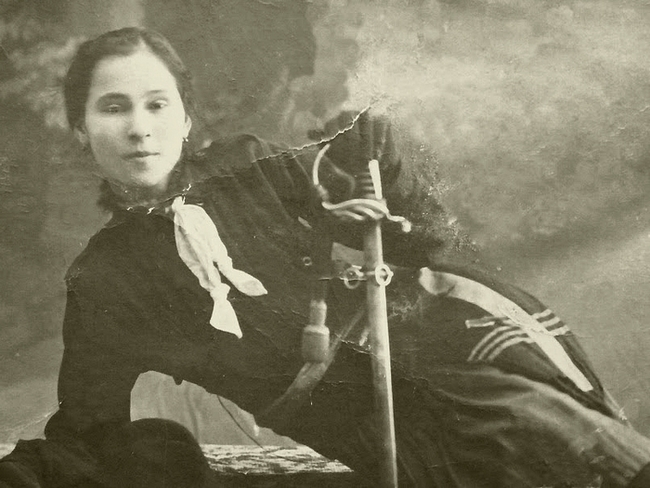
Portrait d'Ecaterina Teodoroiu
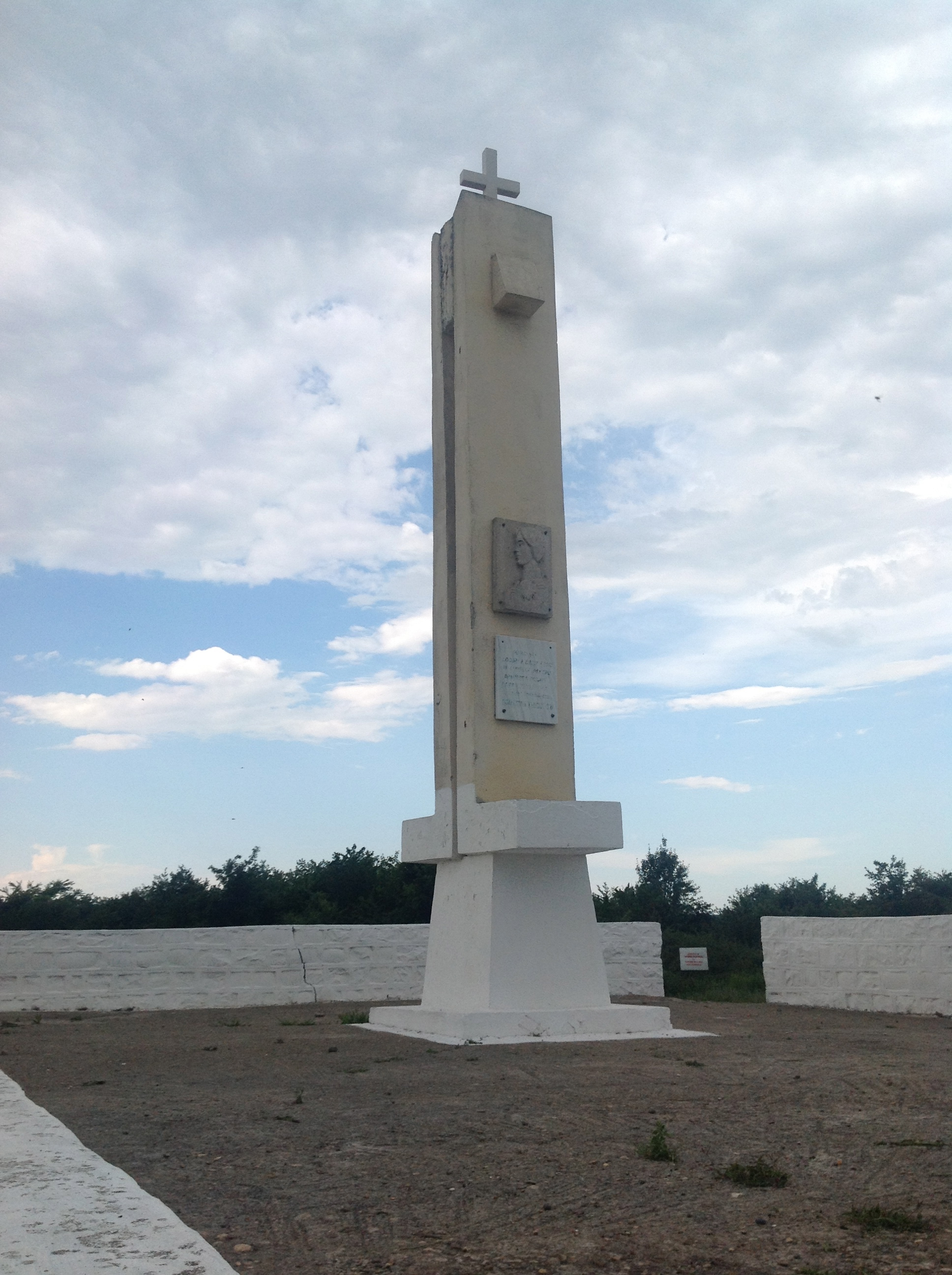
Mémorial sur le site du front à Panciu
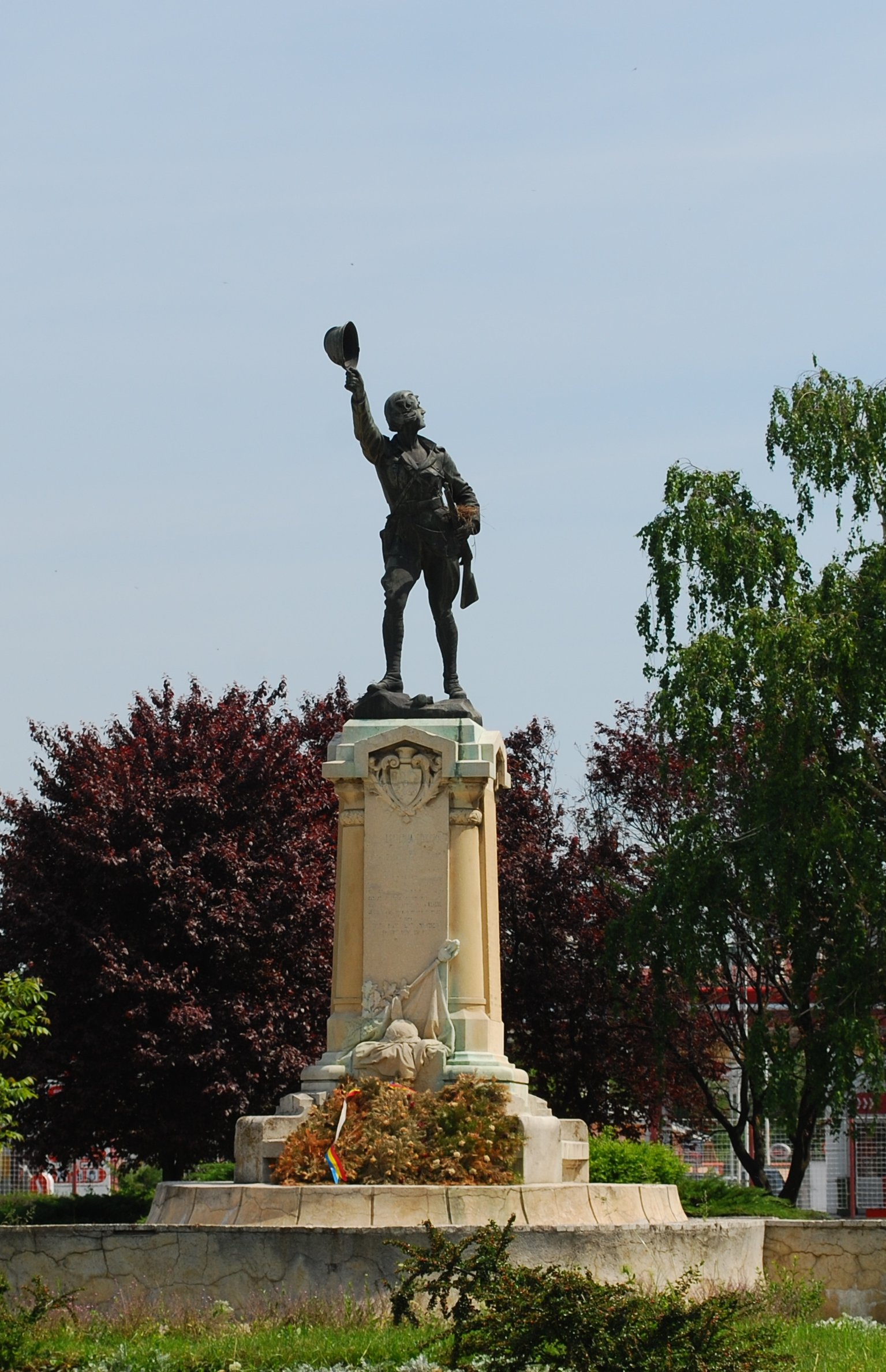
Mémorial de Slatina
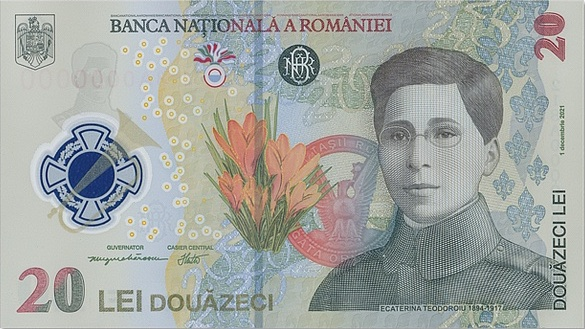
Billet de 20 lei à l'effigie d'Ecaterina Teodoroiu, émis en 2021